# Pidonia lurida
Pidonia lurida — жук из семейства усачей и подсемейства Усачики.

## Описание
Жук длиной от 8 до 11 мм. Время лёта взрослого жука с мая по август.

## Распространение
Распространён в Центральной и Юго-восточной Европе, России, Северной Италии и Франции.

## Экология и местообитания
Жизненный цикл вида длится два года. Кормовые растения лиственные и хвойные деревья.